# Krieglsteinera
Krieglsteinera är ett släkte av svampar. Krieglsteinera ingår i familjen Heterogastridiaceae, ordningen Heterogastridiales, klassen Microbotryomycetes, divisionen basidiesvampar och riket svampar.
|                | Hyalopycnis                                     |
|                |                                                 |
|                | Colacogloea                                     |
|                |                                                 |
| Krieglsteinera | \| \| Krieglsteinera lasiosphaeriae \| \| \| \| |
|                | \| \| Krieglsteinera lasiosphaeriae \| \| \| \| |
|                | Heterogastridium                                |
|                |                                                 |
|                | Krieglsteinera lasiosphaeriae                   |
|                |                                                 |

|  | Krieglsteinera lasiosphaeriae |
|  |                               |